# Ejner Graae
 Ejner Graae  (25. maj 1914 København – 14. december 1989 i Klampenborg) var en dansk arkitekt. 

## Uddannelse
Student 1932, i murerlære, optaget på Kunstakademiet oktober 1933, afgang maj 1940, ansat hos Arne Jacobsen 1936-1943, Kunstakademiets store Guldmedalie 1943 (Cirkusbygning), selvstændig virksomhed fra 1943. 

## Stipendier
Kunstakademiet 1943 og 1944 (store). 

## Udstillinger
Charlottenborg 1938, 1942-1946.

## Udmærkelser
C. F. Hansens Opmuntringspræmie 1938. 

## Hverv
Undervisningsassistent på Kunstakademiets Bygningsskole 1944.

## Værker
- Kunstakademiets elevers feriehytte (1937, sammen med Henning Helger, C.F. Hansens Opmuntringspræmie)
- Sommerhus i Rågeleje (1940)
- Sommerhuse i Tisvildeleje (1941 og 1943)
- Sommerhus, Hanebjerg Skovvej 20, Vejby Strand (1943)
- Villa med sal til danse- og gymnastikinstitut (1944)
- Villa i Græsted (1946)
- Udstillingspavillon på Bellahøj (1943)
- Tegninger til selvbyggerhuse opført i Helsingør, Farum og Værløse (1951-55)
- Farum Skole (1952, sammen med Henning Helger)
- Assurandørernes Hus, Amaliegade 10, København (1960, sammen med Helger)
- Nye Danskes Hus, Rådhuspladsen 14/Jernbanegade, København (1960, samen med Helger)
- Bon Goût, Smedeland 38, Herstedøster (1965)
- Radisson SAS Scandinavia Hotel, Amager Boulevard 70, København (1971-73, sammen med Bent Severin)
- Glostrupcentret (1973, sammen med Thorkel Klerk og Bent Mackeprang)
- City 2, Tåstrup (1975)
- Rosengårdcentret, Odense (1975, sammen med Jørgen Stærmose)
- Ældreboligerne Bagatelle, Jægersborg Allé, Gentofte (1978-79)
- Etageejendommen Lille Fredensvej, Charlottenlund (1982)
- Klyngehuse, Annettevej, Gentofte (1982)
- Udvidelse af Viggo Jarls Kollegium, Bredevej, Virum (1984-89)
- Endvidere møbler og lysarmaturer til flere byggerier.

### Konkurrencer og projekter
- Landbrugsbygninger (1939, 2. præmie)
- Servicestation, Århus (1939, 2. præmie)
- Bebyggelsesplan for Viborg (1945, indkøbt)
- Ny Ålborghal (sammen med Henning Helger, indkøbt 1945)
- Udvidelse af Maribo Rådhus (sammen med Helger, indkøbt 1945
- Skole i Holstebro (1947, 2. præmie)
- Slagelse Rådhus (1948, 1. præmie, sammen med Flemming Lassen)
- Administrationsbygning i Fredericia (1956, 2. præmie, sammen med Helger)